# Osamu Kanemura
Osamu Kanemura (金村 修, Kanemura Osamu), né en 1964, est un photographe japonais.
Il obtient le prix Ina Nobuo en 2014.